# Pëtr Leonidovič Kapica
Pëtr Leonidovič Kapica (in russo Пётр Леонидович Капица?; Kronštadt, 9 luglio 1894 – Mosca, 8 aprile 1984) è stato un fisico sovietico.

## Studi e attività a Cambridge
Dopo la laurea conseguita nel 1918 al Politecnico di Pietrogrado (oggi San Pietroburgo), fino al 1921 lavorò alla società di fisica della stessa città sotto un grande maestro, Abram F. Joffe. Tra il 1919 e il 1920 perse i famigliari nell'arco di poche settimane per un'epidemia di scarlattina, fuggì in Inghilterra e nel 1923 collaborò con l'Università di Cambridge presso la quale si occupò di magnetismo al Laboratorio Cavendish sotto la direzione di Ernest Rutherford.
Dal 1926 cominciò a trascorrere brevi periodi in Russia con i famigliari rimasti e sposò nel 1927 la giovane Anna Alekseevna Krylova dalla quale ebbe due bambini. A causa dell'ormai affermata fama di scienziato cominciò altresì a ricevere una serie di inviti a tornare in Russia per stabilirvisi stabilmente. Per un lungo periodo oppose un netto rifiuto. Nel 1930 divenne professore di fisica. 
Nel 1934 in uno di queste visite in Russia, si vide revocare il permesso di espatrio dalla polizia sovietica preoccupata dai sempre più frequenti casi di diserzione dei propri intellettuali trasferitisi all'estero.

## Attività a Mosca
Costretto a rimanere fece pressioni finché il suo laboratorio inglese venne acquistato dal governo russo e installato nei pressi di Mosca, che aveva nel frattempo sovvenzionato il nuovo Istituto di Problemi Fisici del quale Kapica divenne subito direttore. Altre attrezzature furono acquistate negli Stati Uniti ed in Italia.
In Russia Kapica condusse una serie di esperimenti sull'elio liquido, che portarono alla scoperta della sua superfluidità nel 1937. Lavorò anche molto sull'energia atomica, convinto della possibilità di costruire una bomba atomica e altrettanto convinto della responsabilità che da ciò poteva derivare per leader politici e scienziati. Molti lo considerano il padre della bomba atomica russa.
Un frutto importantissimo del lavoro di Kapica fu la scoperta, perlomeno teorica, del cosiddetto Effetto Kapitza-Dirac importantissimo per gli sviluppi successivi della meccanica quantistica.

## Figli
Pëtr Kapica ebbe due figli, Sergej (1928-2012) e Andrej (1931-2011), che seguirono entrambi una carriera scientifica. Sergej si occupò di fisica e di demografia, ed è noto soprattutto per il suo ruolo di divulgatore scientifico sulla televisione sovietica, per il quale ricevette il premio Kalinga nel 1979. Andrej invece fu un geografo, noto soprattutto per aver scoperto il lago Vostok in Antartide.

## Riconoscimenti

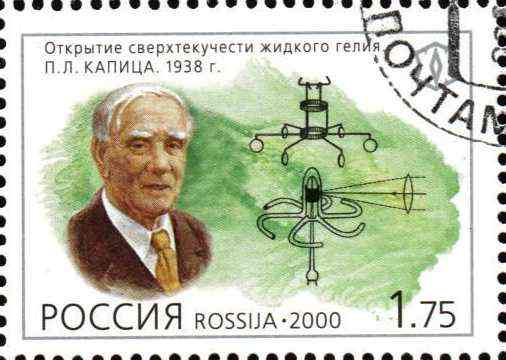
francobollo russo dedicato a Kapica

- Nel 1941 e nel 1943 gli fu assegnato il Premio Stalin per la fisica

- Nel 1965 ha ricevuto la Medaglia d'oro Niels Bohr [9]

- Nel 1966 gli fu assegnato il Premio Rutherford

- Nel 1978 fu insignito del Premio Nobel

- Nel 1987 gli è stato dedicato un asteroide, 3437 Kapitsa [10]

Fu membro di importanti società di fisica come la Royal Society e l'Accademia nazionale delle scienze (NAS) e di molte altre società scientifiche ancora.

### Opere di Kapica
- (RU) Kapica Petr, Успехи фисических наук (Il progredire delle scienze fisiche)), 1954.
- (RU) Kapica, Электроника больших мощностей, (Elettronica delle grandi potenze), 1962.

### Altre opere
- Fabio Toscano, Il fisico che visse due volte: i giorni straordinari di Lev Landau, genio sovietico, Sironi, 2008, ISBN 978-88-518-0096-3.
- (EN) J.W. Boag, Kapitza in Cambridge and Moscow: Life and Letters of a Russian Physicist, Elsevier, 2012, ISBN 978-0-444-59617-8.